# Vlag van Smalle Ee-De Wilgen

Vlag van Smalle Ee-De Wilgen

De vlag van Smalle Ee-De Wilgen is de dorpsvlag van de Nederlandse dorpen Smalle Ee en De Wilgen, in de Friese gemeente Smallingerland. De vlag werd in 2005 aangenomen en in 2007 geregistreerd.

## Geschiedenis
Het ontwerp van de vlag is van de hand van Loes Degener, dat onder meer gebaseerd is op het reeds genoemde klooster. De Raad sprak zijn waardering uit voor het ontwerp, dat zonder meer kon worden aanvaard. De vlag is gepresenteerd in de Drachtster Courant van 30 juli 2004.

## Beschrijving
De beschrijving van de vlag is als volgt:
Twee even hoge banen van blauw en groen, met over alles heen een geel kruis met een armdikte gelijk aan 1/3 vlaghoogte, de arm naar de vluchtzijde toe halverwege ingesnoerd door twee elkaar loodrecht kruisende deellijnen, de een link schuin, de andere rechts schuin.
De kleuren zijn afkomstig van het dorpswapen.

## Symboliek
- Blauwe baan: symboliseert de ruimte, het water en de lucht.[2]
- Groene baan: duidt op de natuur rond het dorp.[2]
- Kruis: verwijst naar zowel het klooster dat eertijds bij het dorp stond als een verdedigingsschans.[2]

## Zie ook

Wapen van Smalle Ee-De Wilgen